# Kassos
Pour les articles ayant des titres homophones, voir Cassos.
Cet article possède un paronyme, voir Les Kassos.
Kassos (grec moderne : Κάσος) est une île grecque qui fait partie de l'archipel et du nome du Dodécanèse dans la mer Égée. Elle compte environ 1200 habitants. Sa capitale est le port de Fry qui compte 357 habitants.

## Histoire
L'île compte à la veille de la guerre d'indépendance grecque quelque 11 000 habitants et est, comme Psara et plusieurs îles du golfe Saronique telles que Spetses et Hydra, à  la tête d'une flotte commerciale importante. Elle est ravagée, en 1824, par les troupes égyptiennes au service de l'Empire ottoman et reste alors sous domination ottomane. Comme le reste du Dodécanèse, elle est ensuite occupée par l'Italie de 1912 à 1947, avant d'être réattribuée à la Grèce.

## Géographie

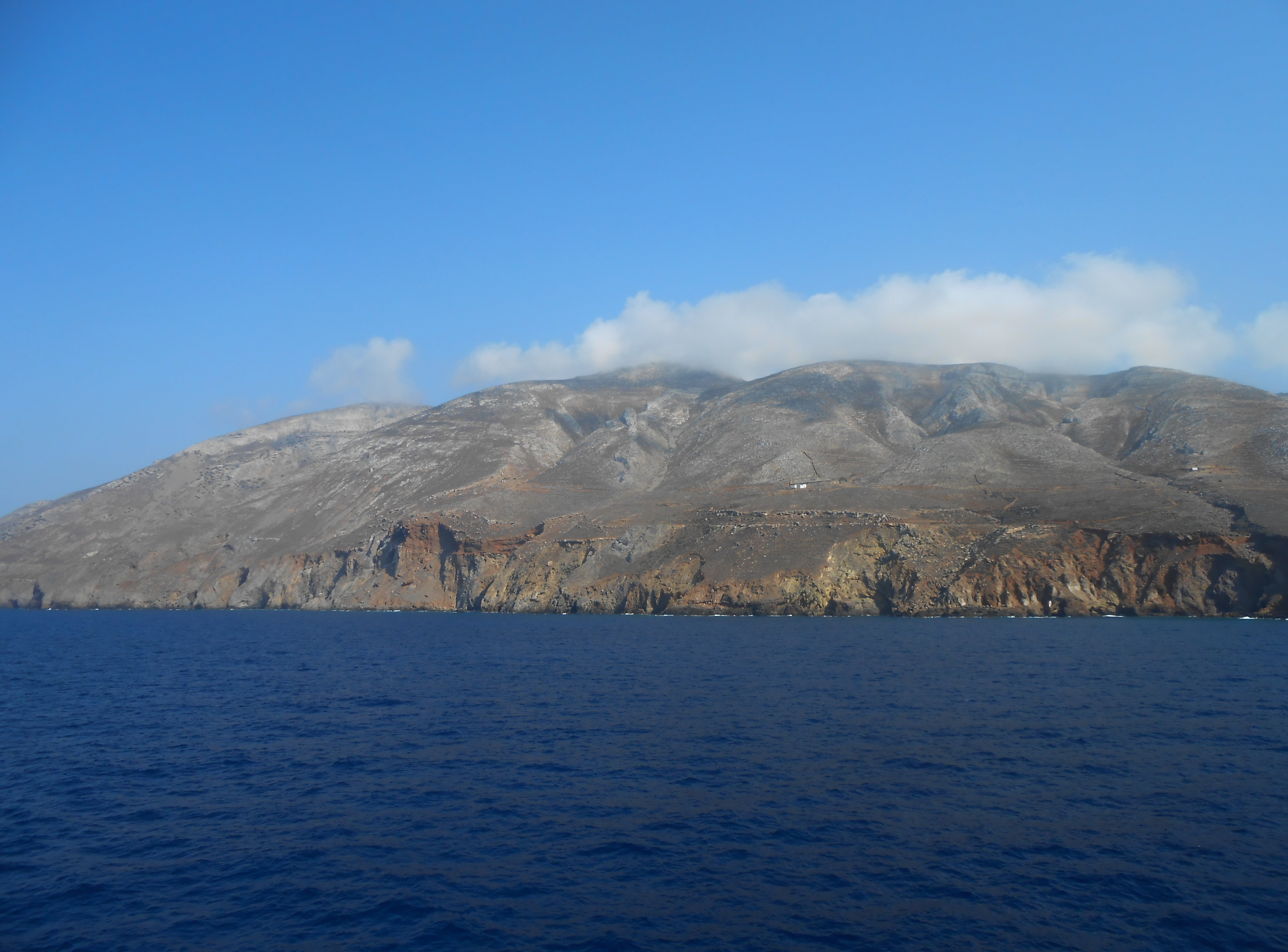
Vue d'ensemble de l'île.

L'île de Kassos regroupe administrativement également les petites îles inhabitées d'Armathia située à 3 km à l'ouest ainsi que de Makronisi. Elle se trouve entre Karpathos, à 7 km au nord-est, dont elle est séparée par le détroit de Karpathos et la Crète, à 45 km au sud-ouest, dont elle est séparée par le détroit de Kassos. De forme elliptique, l'île de Kassos mesure 17 km de longueur pour une largeur de 6 km.

## Culture

### Mention littéraire
Kassos est citée dans l'Iliade d'Homère, dans le Catalogue des vaisseaux du deuxième chant, aux vers 676-680 : elle apportait avec Kos, Nissiros, Kalymnos, et Karpathos, trente vaisseaux sous le commandement de Phidippe et Antiphos, à l'armée grecque menée par Agamemnon et Achille.